# Municipio de Lake Prairie (Iowa)
El municipio de Lake Prairie (en inglés: Lake Prairie Township) es un municipio ubicado en el condado de Marion en el estado estadounidense de Iowa. En el año 2010 tenía una población de 12498 habitantes y una densidad poblacional de 67,42 personas por km².

## Geografía
El municipio de Lake Prairie se encuentra ubicado en las coordenadas 41°24′55″N 92°55′37″O / 41.41528, -92.92694. Según la Oficina del Censo de los Estados Unidos, el municipio tiene una superficie total de 185.39 km², de la cual 182.36 km² corresponden a tierra firme y (1.63%) 3.03 km² es agua.

## Demografía
Según el censo de 2010, había 12498 personas residiendo en el municipio de Lake Prairie. La densidad de población era de 67,42 hab./km². De los 12498 habitantes, el municipio de Lake Prairie estaba compuesto por el 95.34% blancos, el 0.7% eran afroamericanos, el 0.2% eran amerindios, el 2.25% eran asiáticos, el 0.03% eran isleños del Pacífico, el 0.26% eran de otras razas y el 1.22% pertenecían a dos o más razas. Del total de la población el 1.62% eran hispanos o latinos de cualquier raza.